# Maekel
Maekel (ዞባ ማእከል, auch Maakel geschrieben, arabisch إقليم المركزية, italienisch Regione Centrale; deutsch Zentral-Region) ist eine Region (Zoba) Eritreas mit 778.000 Einwohnern.
Sie umfasst die Landeshauptstadt Asmara und deren Umland und ist mit rund 1300 km² die flächenmäßig kleinste Region des Landes.